# Rose Krenn
Rose Krenn (* 5. Juli 1884 in St. Marein bei Erlachstein, heute Šmarje pri Jelšah; † 5. Januar 1970 in Innsbruck) war eine österreichische Kunsthandwerkerin, Keramikerin und Textilkünstlerin.

## Leben und Werk
Rose (auch Rosa) Krenn war die Tochter von Maria Krenn, geborene Baumayer, und dem Rechtsanwalt Franz Xaver Krenn. Sie wechselte von der Kunstschule der Akademischen Maler E. Walter und Josef Plevtschak in Marburg 1908 an die Kunstgewerbeschule Prag und 1909 an die Kunstgewerbeschule Wien. Sie studierte in der Fachklasse Architektur bei Josef Hoffmann und in der Keramikwerkstätte bei Michael Powolny.

„Zum Schlusse möchte ich mich noch mit Frl. Rose Krenn beschäftigen, welche nun als Schülerin an die k. k. Kunstgewerbeschule in Prag unter ehrenvollen Auspizien übergetreten ist. Ein reiches Talent, welches zu den schönsten Hoffnungen Berechtigung gibt. Die zeichnerischen und malerischen Naturstudien voll Licht und Leben, sowie die großzügigen dekorativen Kompositionen zeigen uns keine Schülerin mehr, sondern eine zielbewußte Künstlerin. Auf ein feines, tiefgehendes Naturempfinden hin, weiß sie spielend schwierige Probleme in denkbar einfachster Technik – daher unmittelbar frisch wirkend – zu lösen und den Beschauer zu bestricken.“

Der Zigarrenschrank und eine Madonnenkeramik, die sie auf der Ausstellung des Österreichischen Museums für Kunst und Industrie 1912 zeigte, wurden vom Museum für die Sammlung angekauft. Das Möbelstück weist mehrere Besonderheiten auf: Das auffällige, expressive Blattdekor der Vorderseite, das einen Kontrast zum quer furnierten Inneren des Schrankes und zum Untergestell bildet. Auch die auf Gehrung geschnittene Einfügung der Tür in den Schrankkorpus ist ungewöhnlich. Der Zierschrank ist ein seltenes Beispiel für ein von einer Frau vor 1914 entworfenes Möbelstück.
Krenn entwarf für die Textilfirma Philipp Haas & Söhne und die Wiener Porzellan-Manufaktur Josef Böck. 1913 erhielt sie ein Stipendium für die Stickereischule in Dornbirn. Nach dem Umzug nach Innsbruck war sie in der dortigen Beratungsstelle für kunstgewerbliche Entwürfe beim Architekten Emil Holzinger tätig.
Die Künstlerin arbeitete in den Jahren 1911 bis 1919 für die Wiener Werkstätte. Sie schuf Stoffmuster, Schachteln, bemalte Ostereier, bestickte Seidenkassetten, Schmuckdosen, Christbaumschmuck sowie keramische Figuren und Gefäße.
Im Jahr 1914 heiratete Rose Krenn den Juristen Hugo Bayr. Wenige Monate später fiel ihr Mann im Ersten Weltkrieg. Ab 1919 arbeitete Rose Bayr als Dozentin für Kunstgewerbe an der Vereinigten Kunstschule Toni Kirchmayr. 1919 heiratete sie den Juristen Hans Seberiny.

## Arbeiten (Auswahl)
- um 1911: Musterbuchseite, Stoffmuster «Backfisch»[10]
- 1910 bis 1911: Musterbuchseite, Stoffmuster «Backfisch»[11]
- 1910 bis 1911: Stoffmuster «Backfisch»[12]
- 1911 bis 1912: Schale[13]
- 1911 bis 1912: Madonna mit Kind[5]
- 1910 bis 1912: Stoffmuster «Wasservogel»[14]
- 1910 bis 1912: Stoffmuster «Liverpool»[15]
- 1910 bis 1912: Stoffmuster «Ninon»[16]
- 1910 bis 1912: Andruck Muster «Wasservogel»[17]
- 1910 bis 1912: Andruck Muster «Liverpool»[18]
- vor 1912: Zierschrank/Zigarrenschrank[4]
- vor 1914: Stoffbahn «Wasservogel»[19]
- um 1914: WW-Stoff[20]
- 1914: WW-Stoff[21][22]
- 1915: Entwurf für eine Tabakdose aus Ton mit schwarzer Engobe und eingekratzten Sternen[23]
- 1917: Kassette, Modellnummer: E 0428[24]
- 1917: Kassette, Modellnummer: E 0427[25]
- 1917 bis 1918: «Leuchter» einflammig, «Christbaumleuchter», Modellnummer: K 0080-26, K 0200-26[26]

## Auszeichnungen
- 1914: 2. Preis im Plakatwettbewerb des Tiroler Gewerbevereins mit dem Beitrag «Anemone»[27]

## Ausstellungen (Auswahl)
- 1912: Frühjahrsausstellung österreichisches Kunstgewerbe im Österreichischen Museum für Kunst und Industrie
- 1913: Ausstellung Bund österreichischer Künstler, Budapest
- 1913: Österreichischer Werkbund, Innsbruck[6]
- 1913/14: Ausstellung österreichisches Kunstgewerbe im Österreichischen Museum für Kunst und Industrie
- 1914: Werkbundausstellung Köln
- 1917: Österrikiska Konstutställningen Stockholm

Posthum
- 2021: „Die Frauen der Wiener Werkstätte“, MAK Wien
- 2022: „Rose Bayr-Krenn“, Rabalderhaus Schwaz[28]

## Mitgliedschaften
- Bund österreichischer Künstler
- Österreichischer Werkbund